# Manettia lygistum
Manettia lygistum là một loài thực vật có hoa trong họ Thiến thảo. Loài này được (L.) Sw. mô tả khoa học đầu tiên năm 1788.